# Szymon Walków
Szymon Walków (Breslavia, 22 settembre 1995) è un tennista polacco.
Ha conseguito i migliori risultati in doppio, specialità nella quale ha perso una finale del circuito maggiore, ha vinto diversi titoli nei circuiti minori e il suo miglior ranking ATP è stato l'86º posto nel giugno 2022. Ha esordito nella squadra polacca di Coppa Davis nel 2020, mentre nel 2022 ha rappresentato per la prima volta la Polonia in ATP Cup.

## Carriera
Fa il suo esordio tra i professionisti nel circuito ITF nel 2013, gioca saltuariamente senza ottenere risultati di rilievo e nel 2015 esordisce nel circuito Challenger. A maggio disputa e perde al Czech Republic F1 la prima finale in doppio e in quel periodo inizia a giocare con continuità. Dopo aver perso altre due finali, nel giugno 2016 alza il primo trofeo da professionista vincendo il torneo di doppio al Poland F6 assieme a Kamil Gajewski. Ad agosto vince il primo e unico titolo in singolare al torneo Poland F8, nel quale viene sconfitto nella finale di doppio. Dopo aver vinto in doppio altri sei titoli ITF, vince il primo torneo Challenger nel giugno 2018 al Poznań Open in coppia con Mateusz Kowalczyk, superando in finale per 10-8 nel set decisivo Attila Balázs / Andrea Vavassori. Due mesi più tardi la coppia polacca vince il titolo anche al Challenger di Sopot battendo in finale Ruben Gonzales / Nathaniel Lammons. Nel periodo successivo alterna i suoi impegni tra il circuito Challenger e quello ITF conseguendo buoni risultati in entrambi. Vince altri due tornei ITF e nel novembre 2018 vince il Challenger di Andria assieme a Karol Drzewiecki.
L'anno successivo perde tutte e tre le finali raggiunte nel circuito Challenger e vince un solo torneo ITF. Nel febbraio 2020 vince i suoi ultimi titoli ITF e abbandona il circuito dopo averne vinti in totale 12 in doppio e uno in singolare. Il mese successivo debutta in Coppa Davis vincendo l'incontro di doppio assieme a Jan Zieliński nella sfida con Hong Kong. Subito dopo vince il suo primo incontro in singolare in un Challenger in un torneo kazako di Nur-Sultan. Riprende a giocare dopo la lunga pausa del tennis mondiale dovuta al COVID-19 e a fine anno raggiunge tre finali Challenger, vincendo quella di Biella in coppia con Harri Heliövaara e quella di Barcellona con Tristan-Samuel Weissborn. In ottobre fa il suo esordio nel circuito maggiore superando assieme a Drzewiecki le qualificazioni all'ATP 500 di Vienna e vengono eliminati al primo turno.
Nella stagione 2021 disputa la maggior parte dei tornei con Jan Zieliński, giocano il primo assieme in febbraio al Biella Challenger e perdono la finale contro Luis David Martínez / David Vega Hernández. Ad aprile perdono la finale anche al Challenger di Spalato e la settimana successiva vincono il primo titolo assieme al secondo torneo di Spalato battendo in finale Grégoire Barrère / Albano Olivetti. In maggio Walków disputa il suo primo incontro in una prova del grande Slam al Roland Garros in coppia con Hubert Hurkacz, e al primo turno raccolgono due soli giochi contro gli specialisti Marcel Granollers / Horacio Zeballos. Torna a giocare con Zieliński e a luglio vincono il Challenger di Braunschweig; due settimane dopo, ancora con Zieliński, Walków disputa a Gstaad la prima finale nel circuito maggiore e vengono sconfitti dai giocatori di casa Marc-Andrea Hüsler / Dominic Stricker con il punteggio di 1-6, 6-7. Ad agosto si impongono nella finale del Challenger di Meerbusch sconfiggendo Dustin Brown / Robin Haase.
Inaugura la stagione 2022 facendo il suo esordio in ATP Cup, vince con Zieliński tutti e tre gli incontri disputati e la Polonia viene eliminata in semifinale dalla Spagna. A fine mese entra per la prima volta nella top 100 del ranking ATP. Nel prosieguo della stagione disputa 5 finali nei tornei Challenger, ad aprile perde la prima all'Open Barletta assieme a Ben McLachlan e vince la seconda con Francisco Cabral allo Sparta Praga Challenger. A giugno sale all'86º posto mondiale dopo aver vinto il Poznań Open in coppia con Hunter Reese. Ad agosto esce dalla top 100 e si impone nella finale di Meerbusch assieme a David Pel, mentre a novembre viene sconfitto in quella di Roanne con Dustin Brown.
Ha quindi inizio una crisi di risultati, nella prima parte del 2023 il miglior risultato è una semifinale nel circuito Challenger. A novembre esce dalla top 200 e vi fa rientro perdendo al Maia Challenger l'unica finale disputata in stagione. Nel 2024 esce ed entra di nuovo nella top 200, il miglior risultato stagionale è la finale raggiunta a settembre allo Szczecin Open.

## Statistiche
Aggiornate al 15 settembre 2024.

### Doppio

#### Finali perse (1)
| Legenda doppio       |
| Grande Slam (0)      |
| ATP Finals (0)       |
| ATP Masters 1000 (0) |
| ATP Tour 500 (0)     |
| ATP Tour 250 (1)     |

| N. | Data           | Torneo                    | Superficie  | Compagno      | Avversari in finale                 | Punteggio   |
| 1. | 24 luglio 2021 | Swiss Open Gstaad, Gstaad | Terra rossa | Jan Zieliński | Marc-Andrea Hüsler Dominic Stricker | 1-6, 6(7)-7 |

### Tornei minori

#### Singolare

##### Vittorie (1)
| Legenda                 |
| ATP Challenger Tour (0) |
| ITF Futures (1)         |

#### Doppio

##### Vittorie (23)
| Legenda                  |
| ATP Challenger Tour (11) |
| ITF Futures (12)         |

| N.  | Data             | Torneo                                     | Superficie  | Compagno                 | Avversari in finale              | Punteggio            |
| 1.  | 9 giugno 2018    | Poznań Open, Poznań                        | Terra rossa | Mateusz Kowalczyk        | Attila Balázs Andrea Vavassori   | 7-5, 6(8)-7, [10-8]  |
| 2.  | 4 agosto 2018    | Sopot Open, Sopot                          | Terra rossa | Mateusz Kowalczyk        | Ruben Gonzales Nathaniel Lammons | 7-6(6), 6-3          |
| 3.  | 24 novembre 2018 | Internazionali di Castel del Monte, Andria | Cemento     | Karol Drzewiecki         | Marc-Andrea Huesler David Pel    | 7-6(10), 2-6, [11-9] |
| 4.  | 3 ottobre 2020   | Biella Challenger, Biella                  | Terra rossa | Harri Heliövaara         | Lloyd Glasspool Alex Lawson      | 7-5, 6-3             |
| 5.  | 10 ottobre 2020  | Sánchez-Casal Cup, Barcellona              | Terra rossa | Tristan-Samuel Weissborn | Harri Heliövaara Alex Lawson     | 6-1, 4-6, [10-8]     |
| 6.  | 17 aprile 2021   | Split Open II, Spalato                     | Terra rossa | Jan Zieliński            | Grégoire Barrère Albano Olivetti | 6-2, 7-5             |
| 7.  | 10 luglio 2021   | Braunschweig Open, Braunschweig            | Terra rossa | Jan Zieliński            | Ivan Sabanov Matej Sabanov       | 4-6, 6-4, [10-4]     |
| 8.  | 14 agosto 2021   | Meerbusch Challenger, Meerbusch            | Terra rossa | Jan Zieliński            | Dustin Brown Robin Haase         | 6-3, 6-1             |
| 9.  | 23 aprile 2022   | TK Sparta Praga Challenger, Praga          | Terra rossa | Francisco Cabral         | Tristan Lamasine Lucas Pouille   | 6-2, 7-6(12)         |
| 10. | 4 giugno 2022    | Poznań Open, Poznań                        | Terra rossa | Hunter Reese             | Marek Gengel Adam Pavlásek       | 1-6, 6-3, [10-6]     |
| 11. | 13 agosto 2022   | Meerbusch Challenger, Meerbusch            | Terra rossa | David Pel                | Neil Oberleitner Philipp Oswald  | 7-5, 6-1             |

##### Finali perse (21)
| Legenda                  |
| ATP Challenger Tour (10) |
| ITF Futures (11)         |

| N.  | Data              | Torneo                                   | Superficie      | Compagno               | Avversari in finale                      | Punteggio           |
| 1.  | 13 luglio 2019    | Internazionali Città di Perugia, Perugia | Terra rossa     | Rogério Dutra da Silva | Ante Pavić Tomislav Brkić                | 4-6, 3-6            |
| 2.  | 31 agosto 2019    | Rafa Nadal Open, Manacor                 | Terra rossa     | Karol Drzewiecki       | Sander Arends David Pel                  | 5-7, 4-6            |
| 3.  | 5 ottobre 2019    | Nur-Sultan Challenger, Nur-Sultan        | Cemento         | Karol Drzewiecki       | Illja Marčenko Harri Heliövaara          | 4-6, 4-6            |
| 4.  | 5 settembre 2020  | Ostrava Open Challenger, Ostrava         | Terra rossa     | Karol Drzewiecki       | Igor Zelenay Artem Sitak                 | 5-7, 4-6            |
| 5.  | 13 febbraio 2021  | Biella Challenger Indoor I, Biella       | Cemento (i)     | Jan Zieliński          | Luis David Martínez David Vega Hernández | 4-6, 6-3, [8-10]    |
| 6.  | 10 aprile 2021    | Split Open I, Spalato                    | Terra rossa     | Jan Zieliński          | Andrej Golubev Oleksandr Nedovjesov      | 5-7, 7-6(5), [5-10] |
| 7.  | 17 aprile 2022    | Open Barletta, Barletta                  | Terra rossa     | Ben McLachlan          | Evgenii Tiurnev Evgenij Karlovskij       | 3-6, 4-6            |
| 8.  | 12 novembre 2022  | Open International de Roanne, Roanne     | Cemento (i)     | Dustin Brown           | Sadio Doumbia Fabien Reboul              | 6(5)-7, 4-6         |
| 9.  | 2 dicembre 2023   | Maia Challenger, Maia                    | Terra rossa (i) | Fernando Romboli       | Marco Bortolotti Andrea Vavassori        | 4-6, 6-3, [10-12]   |
| 10. | 15 settembre 2024 | Szczecin Open, Stettino                  | Terra rossa     | Ryan Seggerman         | Guido Andreozzi Théo Arribagé            | 2-6, 1-6            |